# Acronicta insitiva
Acronicta insitiva là một loài bướm đêm trong họ Noctuidae.